# Micromelum falcatum
Micromelum falcatum là một loài thực vật có hoa trong họ Cửu lý hương. Loài này được (Lour.) Tanaka mô tả khoa học đầu tiên năm 1930.